# Бетанкур, Альфредо
А́льваро Альфре́до Бетанку́р-Бла́нко (исп. Álvaro Alfredo Betancourt Blanco; 26 октября 1914, Атикисая, Сальвадор — 30 августа 2013, Морайра, Испания) — сальвадорский писатель и педагог.

## Биография
Альфредо Бенакур родился в Атикисая 26 октября 1914 года. Получив начальное образование в родном городе, в 14 лет выиграл стипендию на обучение в престижном педагогическом колледже в Сан-Сальвадоре. В ноябре 1934 года завершил образование, получив диплом учителя начальной школы.
Вернулся в родной департамент Санта-Ана, где преподавал в различных государственных и частных школах до 1948 года. В это время в у него появился интерес к литературе и философии. Начал литературную карьеру, став основателем и главным редактором культурологического журнала «Симиенте» (исп. Simiente).
В январе 1949 года стал директором Средней школы им. Альберто Масферрера в Сан-Сальвадоре. Эту должность он занимал до конца 1956 года. Затем сотрудничал с редакциями ряда периодических изданий, в которых печатал статьи на культурологические и педагогические темы.
В 1952 году, в знак признания его вклада в развитие образования в родном городе, Альфредо Бетанкур был назначен заместителем главы департамента Ауачапан. Служил в правительстве президента Оскара Осорио. В 1956 году он был назначен министром культуры Сальвадора, и этот пост занимал до развала правительства Хосе Мария Лемуса в 1960 году.
В 1970 году стал членом-корреспондентом Королевской Академии в Мадриде. В 1972 году членом Академии Сальвадора. В 1976 году представлял Академию Сальвадора в составе редакции «Словаря испанского языка».
4 декабря 2008 года Альфредо Бетанкур получил звание почётного гражданина родного города. Местечку, в котором родился писатель, было присвоено его имя.
В июле 2008 года овдовел. Он был отцом четверых детей. Подал в отставку и поселился на побережье Средиземного моря в Испании, где умер 30 августа 2013 года.